# Raphicerus sharpei
Il nototrago di Sharpe (Raphicerus sharpei) o grysbok di Sharpe è una piccola antilope diffusa nell'Africa sudorientale, in particolare in Tanzania, Mozambico, Malawi, Zambia, Zimbabwe e nella provincia del Transvaal in Sudafrica.
È abbastanza simile alla silvicapra, rispetto alla quale ha una corporatura più massiccia. Misura circa 55 cm al garrese e pesa fino ad 11 kg. I maschi hanno piccole corna a spiedo, leggermente ricurve in punta. Il pelo è costituito di peli color bruno-rossiccio striati di bianco.
Nonostante la grande estensione dell'areale della specie, è abbastanza difficile vedere questi animali, che preferiscono vivere nelle zone collinari rocciose. Sono creature prevalentemente notturne che di giorno restano nascoste nella vegetazione o fra le rocce.
In ogni momento, al minimo segnale di pericolo sono pronti a schizzare via per andare a nascondersi.
Si distinguono dal molto simile congenere Raphicerus melanotis per il colore più tendente al grigio e per la presenza di un paio di "falsi zoccoli" sull'articolazione degli zoccoli veri e propri.